# Матіас Фернандес-Пардо
Матіас Ферна́ндес-Па́рдо (ісп. Matias Fernandez-Pardo; нар. 3 лютого 2005, Брюссель) — іспанський і бельгійський футболіст, нападник французького клубу «Лілль».

## Клубна кар'єра
Виступав за юнацькі команди клубів «Андерлехт» і «Мехелен», а 2014 року приєднався до академії французького «Лілля». В травні 2020 року повернувся у Бельгію, де почав займатися у системі «Гента».

### «Гент»
24 вересня 2022 року дебютував за молодіжну команду «Йонг Гент» в матчі Національного дивізіону 1 проти «Левена Б». 10 грудня 2022 року в поєдинку проти «Люттіха» забив свій перший гол у професіональній кар'єрі.
9 березня 2023 року дебютував в основному складі «Гента» в матчі плей-оф Ліги конференцій УЄФА проти турецького клубу «Істанбул Башакшехір», вийшовши на заміну Уго Кейперсу. 1 квітня того ж року в поєдинку проти «Серена» дебютував у Лізі Жупіле.
21 червня 2023 року продовжив контракт з «Гентом» до 2026 року. 17 березня 2024 року в матчі Про-ліги проти «Шарлеруа» забив свій перший гол за «Гент».
1 серпня 2024 року в матчі кваліфікації Ліги конференцій УЄФА проти ісландського «Вікігура» вперше відзначився голом у єврокубках.

### «Лілль»
30 серпня 2024 року перейшов у «Лілль», підписавши п'ятирічний контракт. Сума трансферу становила 10 млн євро. 13 вересня 2024 року дебютував за «Лілль» в матчі Ліги 1 проти «Сент-Етьєна», вийшовши на заміну Тьягу Сантушу. 17 вересня того ж року в поєдинку проти португальського «Спортінга» дебютував у Лізі чемпіонів УЄФА. 10 листопада 2024 року в матчі Ліги 1 проти «Ніцци» забив свій перший гол за клуб.

## Кар'єра в збірній
Виступав за збірні Бельгії до 15, до 17, до 18 і до 19 років.
26 лютого 2025 року вирішив представляти збірні Іспанії на міжнародному рівні, отримавши офіційний дозвіл від ФІФА. В березні 2025 року вперше викликаний в збірну Іспанії до 21 року для участі в товариських матчах проти збірних Чехії та Німеччини.

## Статистика виступів
Станом на 17 серпня 2025
| Клуб              | Сезое             | Чемпіонат               | Чемпіонат | Чемпіонат | Кубок | Кубок | Єврокубки | Єврокубки | Інші  | Інші | Всього | Всього |
| Клуб              | Сезое             | Дивізіон                | Матчі     | Голи      | Матчі | Голи  | Матчі     | Голи      | Матчі | Голи | Матчі  | Голи   |
| ----------------- | ----------------- | ----------------------- | --------- | --------- | ----- | ----- | --------- | --------- | ----- | ---- | ------ | ------ |
| Йонг Гент         | 2022–23           | Національний дивізіон 1 | 26        | 2         | —     | —     | —         | —         | —     | —    | 26     | 2      |
| Йонг Гент         | 2023–24           | Національний дивізіон 1 | 12        | 2         | —     | —     | —         | —         | —     | —    | 12     | 2      |
| Йонг Гент         | Всього            | Всього                  | 38        | 4         | —     | —     | —         | —         | —     | —    | 38     | 4      |
| Гент              | 2022–23           | Про-ліга                | 1         | 0         | 0     | 0     | 1         | 0         | —     | —    | 2      | 0      |
| Гент              | 2023–24           | Про-ліга                | 16        | 8         | 0     | 0     | 3         | 0         | —     | —    | 19     | 8      |
| Гент              | 2024–25           | Про-ліга                | 3         | 1         | 0     | 0     | 4         | 1         | —     | —    | 7      | 2      |
| Гент              | Всього            | Всього                  | 20        | 9         | 0     | 0     | 8         | 1         | —     | —    | 28     | 10     |
| Лілль Б           | 2024–25           | Насьйональ 3            | 1         | 0         | —     | —     | —         | —         | 1     | 0    |        |        |
| Лілль             | 2024–25           | Ліга 1                  | 22        | 4         | 1     | 0     | 7         | 0         | —     | —    | 30     | 4      |
| Лілль             | 2025–26           | Ліга 1                  | 1         | 0         | 0     | 0     | 0         | 0         | —     | —    | 1      | 0      |
| Лілль             | Всього            | Всього                  | 23        | 4         | 1     | 0     | 7         | 0         | 0     | 0    | 31     | 4      |
| Всього за кар'єру | Всього за кар'єру | Всього за кар'єру       | 82        | 17        | 1     | 0     | 15        | 1         | 0     | 0    | 98     | 18     |

1. 1 2 3  Матчі в Лізі конференцій УЄФА
2. ↑  Матчі в Лізі чемпіонів УЄФА